# جون ر. إيدن
جون ر. إيدن (بالإنجليزية: John R. Eden)‏ هو محامي وسياسي أمريكي، ولد في 1 فبراير 1826 في الولايات المتحدة، وتوفي في 9 يونيو 1909 في نفس البلد. حزبياً، نشط في الحزب الديمقراطي. وقد انتخب عضو مجلس النواب الأمريكي.